# Västerbotten

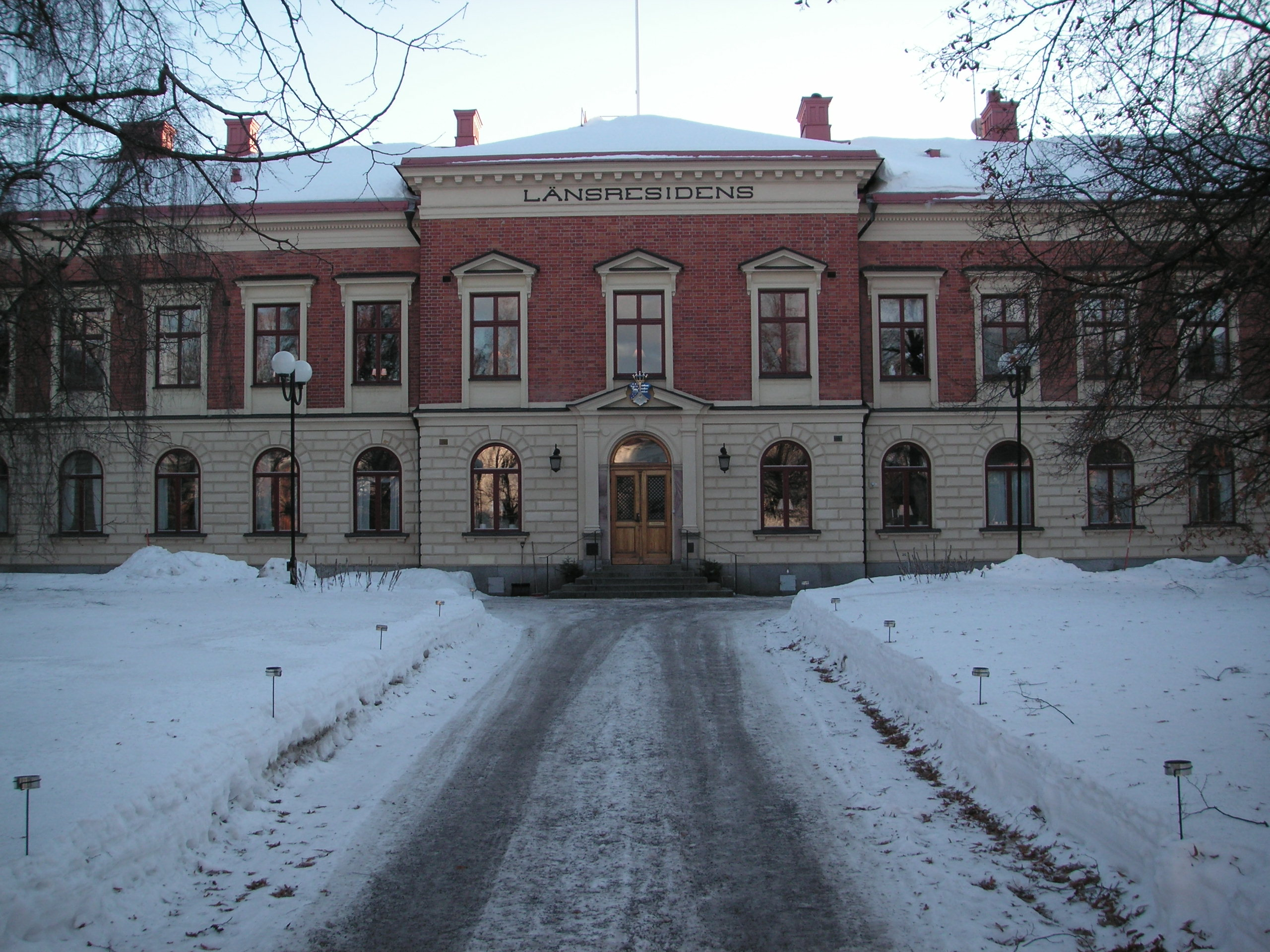
Rezydencja landshövdinga regionu administracyjnego Västerbotten w Umeå

Västerbotten (szw. Västerbottens län) – jeden z 21 szwedzkich regionów administracyjnych (län). Siedzibą władz regionu (residensstad) jest Umeå.

## Geografia
Region administracyjny Västerbotten położony jest w północnej części Norrland i obejmuje całą krainę historyczną (landskap) Västerbotten oraz północno-wschodnią część Ångermanland i południową część Lappland. W skład regionu wchodzi także niewielka, niezaludniona część północnego Jämtland.
Graniczy z regionami administracyjnymi Västernorrland, Jämtland i Norrbotten oraz od zachodu z terytorium Norwegii (okręg Nordland). Od strony wschodniej z wodami Zatoki Botnickiej.

## Gminy i miejscowości

### Gminy
Region administracyjny Västerbotten podzielony jest na 15 gmin:
| - Åsele (2 869) - Bjurholm (2 437) - Dorotea (2 791) - Lycksele (12 301) - Malå (3 147) - Nordmaling (7 059) - Norsjö (4 181) - Robertsfors (6 721) - Skellefteå (72 212) - Sorsele (2 609) - Storuman (5 964) - Umeå (118 258) - Vilhelmina (6 871) - Vindeln (5 374) - Vännäs (8 603) |

Uwagi: W nawiasie liczba mieszkańców; stan na dzień 30 czerwca 2014 r.

### Miejscowości
Lista 10 największych miejscowości (tätort-er) regionu administracyjnego Västerbotten (2010):
| #  | Miejscowość   | Gmina      | Liczba mieszkańców (2010) |
| -- | ------------- | ---------- | ------------------------- |
| 1  | Umeå          | Umeå       | 79 594                    |
| 2  | Skellefteå    | Skellefteå | 32 775                    |
| 3  | Lycksele      | Lycksele   | 8 513                     |
| 4  | Holmsund      | Umeå       | 5 489                     |
| 5  | Vännäs        | Vännäs     | 4 118                     |
| 6  | Ursviken      | Skellefteå | 3 977                     |
| 7  | Vilhelmina    | Vilhelmina | 3 657                     |
| 8  | Skelleftehamn | Skellefteå | 3 184                     |
| 9  | Sävar         | Umeå       | 2 670                     |
| 10 | Nordmaling    | Nordmaling | 2 546                     |